# 1721
1721 (MDCCXXI) je bilo navadno leto, ki se je po gregorijanskem koledarju začelo na sredo, po 11 dni počasnejšem julijanskem koledarju pa na nedeljo.

## Dogodki
- 8. maj - papež Inocenc XII. postane 244. papež.
- 10. september - s pogodbo v Nystadu se konca Velika nordijska vojna.

## Rojstva
- 2. maj - Peter Pavel Glavar, slovenski duhovnik, gospodarstvenik in mecen († 1784)
- 27. avgust - knez Johann Adam von Auersperg, tirolski maršal († 1795)
- 6. september - Fortunat Bergant, slovenski slikar († 1769)
- 29. december - Madame de Pompadour, francoska plemkinja († 1764)

## Smrti
- 26. januar - Pierre Daniel Huet, francoski teolog (* 1630)
- 19. marec - Papež Klemen XI. (* 1649)
- 14. april - Michel de Chamillart, francoski državnik (* 1652)
- 11. september - Rudolf Jakob Camerer, nemški botanik in zdravnik (* 1665)
- 13. september - François de Mailly, francoski kardinal (* 1658)